# ایرانیان ژاپن
جمعیت ایرانیان در ژاپن بر اساس سرشماری دولت ژاپن در سال ۲۰۰۰ میلادی ۶۱۷۶ تن برآورد شده و تخمین زده می‌شود که ۵۸۲۱ تن نیز به صورت غیرقانونی در ژاپن سکونت دارند. از این جهت ایرانیان رتبه پنجم را در میان مهاجران به ژاپن در میان کشورهای اسلامی دارند.

## ایرانیان سرشناس مقیم ژاپن
شهاب زاهدی(بازیکن فوتبال)

## تاریخچه مهاجرت
در قرن ۱۷ حضور ایرانیان در تایلند گزارش شده‌است. آنان با ژاپنی‌های مقیم تایلند در ارتباط بوده و در نتیجه مراودات تجاری با ژاپن داشتند. از آن جا که لغو روادید میان ایران و ژاپن در سال ۱۹۷۴ سفر ایرانیان به ژاپن را بدون دریافت ویزا میسر می‌ساخت و همچنین به دلیل مشکلات اقتصادی گسترده ناشی از جنگ ایران و عراق، مهاجرت ایرانیان به ژاپن به نحو گسترده‌ای در سال ۱۹۸۸ آغاز گردید و جمعیت مهاجران را سرعت بخشید تا جاییکه هواپیمایی ایران ایر هر هفته یک پرواز به ژاپن داشت. نهایتاً دولت ژاپن در سال ۱۹۹۲ معاهده لغو روادید برای ایرانیان را لغو کرد و تلاش‌های گسترده‌ای را جهت بازگرداندن مهاجران غیرقانونی آغاز کرد.